# Vuk (keresztnév)
A Vuk (szerb cirill: Вук) délszláv férfi utónév. Túlnyomórészt a szerbek körében elterjedt, de a horvátok, a macedónok, a montenegróiak és a szlovének körében is használatos. Jelentése: Farkas. Vuk Karadžić (1787–1864) szerb filológus és néprajzkutató a következőkkel magyarázta a névhasználatot: egy nő, aki egymás után több csecsemőjét veszítette el, újszülött fiát Vuknak fogja nevezni, mert úgy tartották, hogy a boszorkányok féltek megtámadni a farkasokat, így a gyermek biztonságosan fejlődhet. 2003 és 2005 között a 17. legnépszerűbb fiúnév volt Szerbiában.

## Híres Vukok
- Vuk Stefanović Karadžić (1787–1864) szerb író, a szerb romantika kiemelkedő alakja
- Vuk Drašković (1946) szerb író, politikus

## További keresztnevek
- Magyar névnapok listája dátum szerint
- Magyar névnapok listája betűrendben